# 學校實習無線廣播電臺
學校實習無線廣播電臺，是台灣大專院校基於教學與實習需要而設置之無線電臺，為培育廣播人才之重要搖籃，除係提供實習生學習製播廣播內容技巧及發揮創意之園地外，同時又能滿足聽眾學習外語、掌握音樂及流行資訊之需求。

## 定義
學校實習無線廣播電臺係專供大專院校廣播電視、新聞、大眾傳播、傳播科技等相關科系所之教學與實習需要而設置之無線電臺。申設程序是先由學校報請教育部核准設置電臺後，再依「學校實習無線廣播電臺設置使用管理辦法」之規定，向頻率主管機關申請設置許可及指配頻率。早期世新及復興岡電臺係使用AM頻率，後來核配之頻率則使用FM 88.1至FM 88.7MHz之頻段。

## 節目特色
實習電臺服務之聽眾為學生及附近之民眾，為吸引目標聽眾之青睞，節目多以滿足學生學習外語及獲取音樂、流行資訊之內容為主，故不少實習電臺提供英語教學節目及聯播中央廣播電臺之外語節目，及熱門音樂排行榜資訊等，與一般之商業廣播電臺充斥商業廣告，顯有不同。

## 限制

### 內容
台灣學校實習無線廣播電臺設置使用管理辦法第4條明定，電臺之設置使用不得有營利之行為、不得供教學與實習之設置目的以外之用。因此節目內容不宜涉及推介英語教學教材或週邊商家資訊，以免有逾越該辦法所規範之教學或實習目的之疑慮。

### 服務範圍
台灣學校實習無線廣播電臺設置使用管理辦法第22條明定，FM不得超過校園外3公里，AM以經核定之電功率及涵蓋區域為限。

## 實習電臺名單
1. 國立中正大學學校實習無線廣播電臺 - 荊聲荊事：FM 88.1 MHz（2006年10月31日開播（網路廣播），2012年10月31日FM廣播正式對外播出，是南部第一個國立大學之實習廣播電臺，也是台灣第十一個實習廣播電臺）。
2. 國立政治大學政大之聲：FM 88.7MHz，廣播地區為文山區及網路串流廣播。
3. 輔大之聲學校實習廣播電台[1]：電台呼號為BES8，頻率為FM 88.5，於2001年1月1日開播，是台灣第8個實習廣播電台。
4. 世新大學世新廣播電臺：FM 88.1 MHz、AM 729 KHZ，是目前同時擁有AM、FM、網路廣播 AOD 及影音播客直播的學校電台；成立於 1958 年 9 月 1 日，是臺灣第一間校園實習廣播電臺。
5. 國立臺灣藝術大學教育實習廣播電臺：FM 88.3MHz，廣播地區為板橋及網路串流廣播。
6. 銘傳大學學校實習廣播電臺[2]：FM 88.3MHz  是24小時播音的電台。
7. 中國文化大學華岡實習廣播電台：FM 88.5MHz。
8. 慈濟大學實習廣播電臺[3]：FM 88.3MHz  播音範圍為以花蓮市為中心周邊約3KM範圍為主要收聽區域，為東部地區第一個校園實習電臺，於2006年1月正式開播  目前週一至週六24小時播音。
9. 淡江之聲學校實習廣播電臺：FM 88.7MHz。
10. 國防大學復興崗實習廣播電臺（政戰學院）：1278 KHz。
11. 長榮之聲學校實習廣播電臺：FM 88.3。南臺灣第一個申設成立的實習電台，於2002年正式開播並取得電台執照。
12. 崑山科技大學學校實習廣播電臺FM 88.1。
13. 南台科技大學實習廣播電臺（南台之音）已於2010年停止播音。
14. 佛光大學傳播系 佛大之聲：FM 88.1，https://web.archive.org/web/20180712220959/http://comvod.fgu.edu.tw/stream/

#### 網路電台
1. 國立交通大學傳科系 Goto&play：https://tunein.com/radio/GotoPlay---Internet-Radio-NCTU-s188587/（页面存档备份，存于）
2. 佛大之聲 佛光大學傳播學系:https://comvod.fgu.edu.tw（页面存档备份，存于）
3. 文藻網路電台 文藻傳播藝術學系:https://www.facebook.com/wowradio.wzu/

## 外部連結
- 學校實習無線廣播電臺設置使用管理辦法
- 調頻廣播電臺指配頻率及設臺地區表（页面存档备份，存于）